# Wilhelm Wostry
Wilhelm Wostry (14. srpna 1877 Žatec – 8. dubna 1951 Helfta, Sasko-Anhaltsko) byl německo-český historik a vysokoškolský pedagog.

## Životopis
Otec Wostrého Engelbert byl syn obuvníka z Tábora, matka pocházela z rodiny žateckého sedláře. Engelbert zastával v polovině 60. let místo policejního revizora, později se stal tajemníkem žateckého městského úřadu. Rodina bydlela ve stávající Dlouhé ulici čp. 121, kde se také Wilhelm Wostry narodil.
V roce 1896 maturoval Wostry na gymnáziu v Žatci. Pak vystudoval na Německé univerzitě v Praze zeměpis a historii. Studia zakončil v roce 1904 dizertací o Albrechtovi II. V letech 1904–1913 pracoval v c. k. Veřejné a universitní knihovně v Praze, dnešní Národní knihovně. V pracovním zařazení zde postupoval od praktikanta 7. třídy po bibliotékáře II. třídy. Rok po nástupu do knihovny se oženil s Friede Danzerovou, dcerou obchodníka s chmelem z Pramenů. Koncem roku 1910 si manželé zakoupili novou výstavnou vilu v Praze-Bubenči, dílo architekta Adolfa Foehra. Vila na adrese Na Zátorce 339/10 je majetkem státu a užívá ji Diplomatický servis. Ještě před válkou, v roce 1912, se na Německé univerzitě habilitoval pro obor dějiny rakouské říše. Po vypuknutí První světové války narukoval jako dobrovolník. Hned v roce 1914 byl ale zajat a teprve v roce 1920 se z ruského zajetí vrátil.

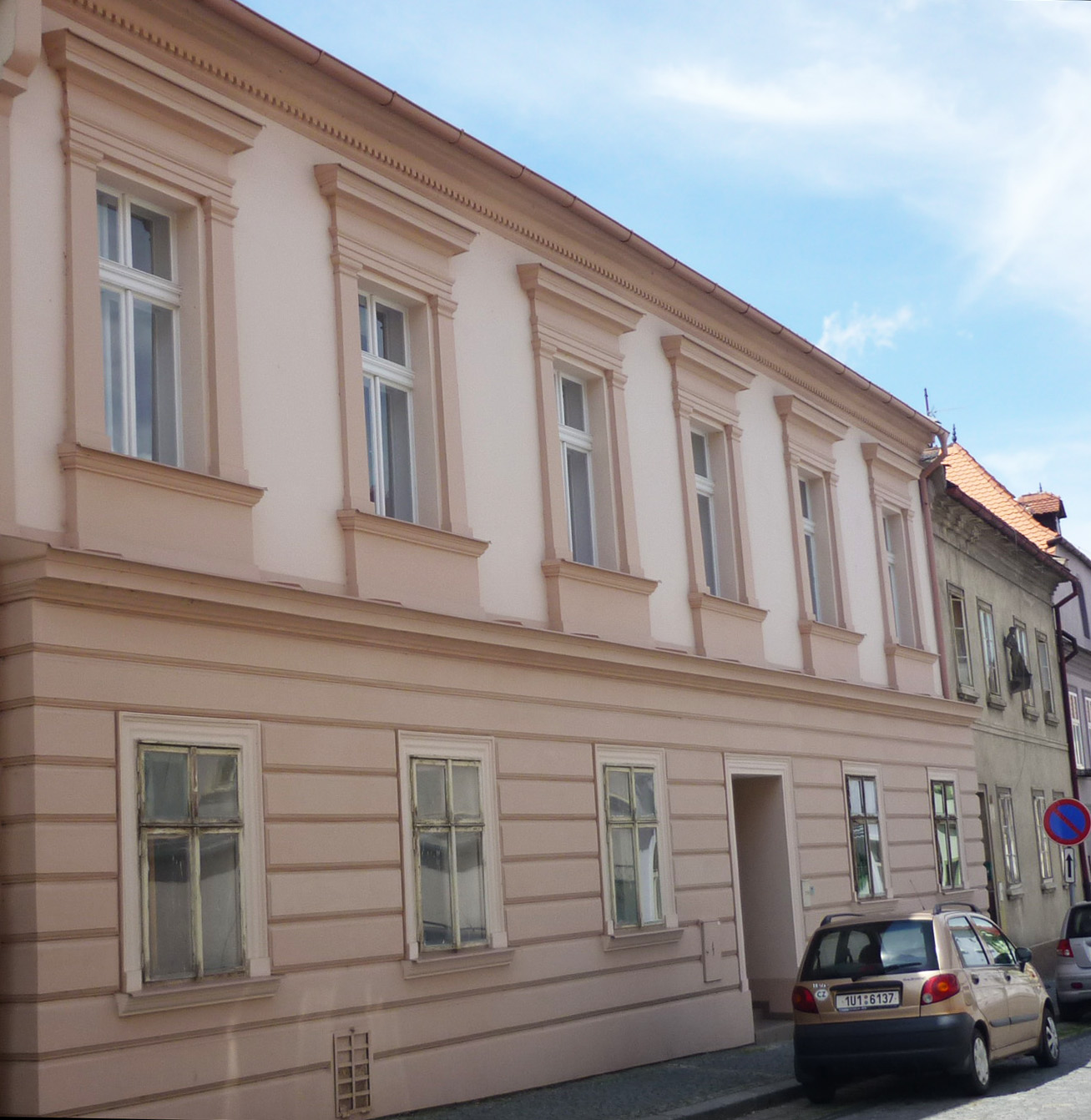
Wostrého rodný dům

 Po válce se už výhradně věnoval akademické kariéře. V roce 1922 byl jmenovaný mimořádným a o pět let později už řádným profesorem československých dějin na německé univerzitě. V letech 1933–1935 zde působil jako děkan a proděkan filosofické fakulty. Hlavním Wostrého badatelským zájmem byly dějiny Němců v Čechách. Proto se také v roce 1922 stal redaktorem časopisu Mitteilungen des Vereins für Geschichte der Deutschen in Böhmen (Zprávy Spolku pro dějiny Němců v Čechách) a v letech 1925–1927 ho řídil. Roku 1925 byl zvolený předsedou Spolku pro dějiny Němců v Čechách, který tento časopis vydával. V roce 1937 se stal šéfredaktorem dalšího historického časopisu, věnujícího se historii Sudet, a to Zeitschrift für sudetendeutsche Geschichte (Časopis pro sudetoněmecké dějiny). Respekt, kterému se Wostry v odborných kruzích těšil, se projevil i v jeho předsednictví Německé společnosti věd a umění pro republiku Československou, jmenováním za mimořádného člena Královské české společnosti nauk, dopisujícího člena Akademie věd v Göttingenu a v roce 1942 Bavorské akademie věd.
To už bylo v době, kdy se Wostry angažoval pro nacistický režim. V dubnu 1938 vstoupil do Sudetoněmecké strany a o rok později do NSDAP. Byl členem několika celostátních národně-socialistických organizací a zapojil se do činnosti Nadace Reinharda Heydricha. Tyto jeho aktivity došly roku 1942 ocenění v podobě "Ackermannovy medaile za bojovou vědu". Poté se musel v důsledku vážné nemoci z veřejného života stáhnout.
Dne 20. dubna 1945 opustil Wostry Prahu a přijel do Žatce, kde prožil konec války. Spolu s dalšími Němci z města byl odvedený do Postoloprt. Vzhledem ke svému pokročilému věku unikl osudu, který na mnohé z nich čekal. Wostry byl spolu s manželkou a sourozenci ze Žatce odsunut hned jedním z prvních transportů 22. června 1945. Útočiště našla rodina na evangelické faře v Helftě, dnes předměstí Eislebenu. Zde také Wostry v roce 1951 zemřel.

## Dílo
Wostry byl odpůrcem teorie Bertolda Bretholze, který tvrdil, že Němci nepřišli do Čech až v době kolonizace ve 13. století, nýbrž zde žili kontinuálně od svého příchodu v době římské. Vyvrátil tuto teorii ve studii Das Kolonisationsproblem, která vyšla v roce 1922. Po roce 1939 ale Wostry často publikoval nacionálně tendenční články s historickou tematikou v časopisu Böhmen und Mähren. Blatt des Reichsprotektors in Böhmen und Mähren (Čechy a Morava. List říšského protektora v Čechách a na Moravě).